# ميه أوتاني
ميه أوتاني (大谷 未央) (5 مايو 1979 في شيغا في اليابان – )؛ هي لاعبة كرة قدم كانت تلعب كمهاجم. ولعبت مع منتخب اليابان لكرة القدم للسيدات.

## وصلات خارجية
- ميه أوتاني على موقع الاتحاد الدولي (مؤرشف)  (الإنجليزية)
- ميه أوتاني على موقع قاعدة بيانات كرة القدم.إي يو (الإنجليزية)
- ميه أوتاني على موقع Soccerway.com (الإنجليزية)
- ميه أوتاني على موقع عالم كرة القدم.نت (الإنجليزية)
- ميه أوتاني على موقع اللجنة الأولمبية الدولية (الإنجليزية)
- ميه أوتاني على موقع أوليمبيديا (الإنجليزية)